# Apion vicinum
Apion vicinum är en skalbaggsart som beskrevs av Kirby 1808. Apion vicinum ingår i släktet Apion, och familjen spetsvivlar. Arten är reproducerande i Sverige.